# Next (album)
Albums de Journey
Look Into The Future
(1976) Infinity
(1978)
Next est le troisième album studio du groupe rock américain Journey sorti en 1977.

## Liste des chansons
- 1 : Spaceman : Aynsley Dunbar, Gregg Rolie : 4:01
- 2 : People : Dunbar, Rolie, Neal Schon : 5:21
- 3 : I Would Find You : Tena Austin, Schon : 5:54
- 4 : Here We Are : Rolie : 4:18
- 5 : Hustler : Dunbar, Rolie : 3:16
- 6 : Next : Heidi Cogdell, Dunbar, Rolie : 5:28
- 7 : Nickel and Dime : Rolie, Schon, George Tickner, Ross Valory : 4:13
- 8 : Karma : Dunbar, Rolie, Schon : 5:07

## Personnel
- Gregg Rolie : Claviers, chant
- Neal Schon : Guitare, chœurs
- Ross Valory, : Basse, piano, chœurs
- Aynsley Dunbar : Batterie, percussions